# Dichromodes mesoporphyra
Dichromodes mesoporphyra là một loài bướm đêm trong họ Geometridae.